# 御手洗站
御手洗站（日语：／ Mitarai eki */?）是位於福岡縣糟屋郡志免町大字別府，日本國有鐵道（國鐵）勝田線的鐵路車站（廢站）。

## 歷史
- 1941年（昭和16年）4月：筑前參宮鐵道（日语：筑前参宮鉄道）開設此站[1]。當時此站為一般車站[1]。此站是由當地多多良製作所向筑前參宮鐵捐贈。
- 1942年（昭和17年）
  - 9月19日：九州電氣軌道（日语：九州電気軌道）收購合併另外4間公司（包含筑前參宮鐵道），成為九州電氣軌道宇美線的車站。
  - 9月21日：九州電氣軌道改名為西日本鐵道。
- 1944年（昭和19年）5月1日：在戰時收購私鐵下，九州電氣軌道宇美線被國有化[1]。成為運輸通信省（後來為日本國有鐵道）勝田線的車站。
- 1961年（昭和36年）12月21日：結束貨運業務[1]。
- 1963年（昭和38年）2月26日：結束行李起卸業務[1][2]。成為無人車站[3]。
- 1985年（昭和60年）4月1日：勝田線被廢除，此站也被廢除[1]。

## 車站構造
此站是地面車站，設有1面1線的單式月台。站內只有簡單的候車室。在車站後方為空地。現時此站與志免站之間的路軌遺址建設了「志免鐵道公園」。

## 相鄰車站
日本國有鐵道（國鐵）
勝田線
吉塚－御手洗－上龜山

## 注腳
1. 1 2 3 4 5 6  石野哲（編）. . JTB. 1998: 698. ISBN 978-4-533-02980-6 （日语）.
2. ↑  . 官報. 1963-02-25 （日语）.
3. ↑  . 鐵道公報（日语：鉄道公報） (日本國有鐵道總裁室文書課). 1963-02-25: 4 （日语）.

## 相關項目
- 日本鐵路車站列表 Mi